# Klosterschule (Bulgarien)
Die Kloster- oder Zellenschulen in Bulgarien (bulgarisch Килийно училище; Transkription: Kilijno utschilischte) waren eine Art Grundschule in den bulgarischen Gebieten während der 500-jährigen Zeit der osmanischen Herrschaft über die Balkanprovinzen. Die Klosterschulen erhielten über 500 Jahre hinweg die bulgarische Sprache und den christlichen Glauben der Bulgaren. Bis zur Gründung von staatlichen Schulen in der ersten Hälfte des 19. Jahrhunderts waren die Klosterschulen die einzigen Schulen für Bulgaren. Diese Schulen waren ein wichtiger Aspekt bei der nationalen Wiedergeburt Bulgariens.
Die Schulbildung war den Bulgaren zwar nicht verwehrt, es gab aber keine staatlichen Institutionen, die Lehrer und Literaten hervorbringen konnten, deshalb mussten sich die Bulgaren mit primitiven Klosterschulen zufriedengeben, ein Ergebnis der eigenen Organisation und ein Mittel zur Selbstbildung.

## Name

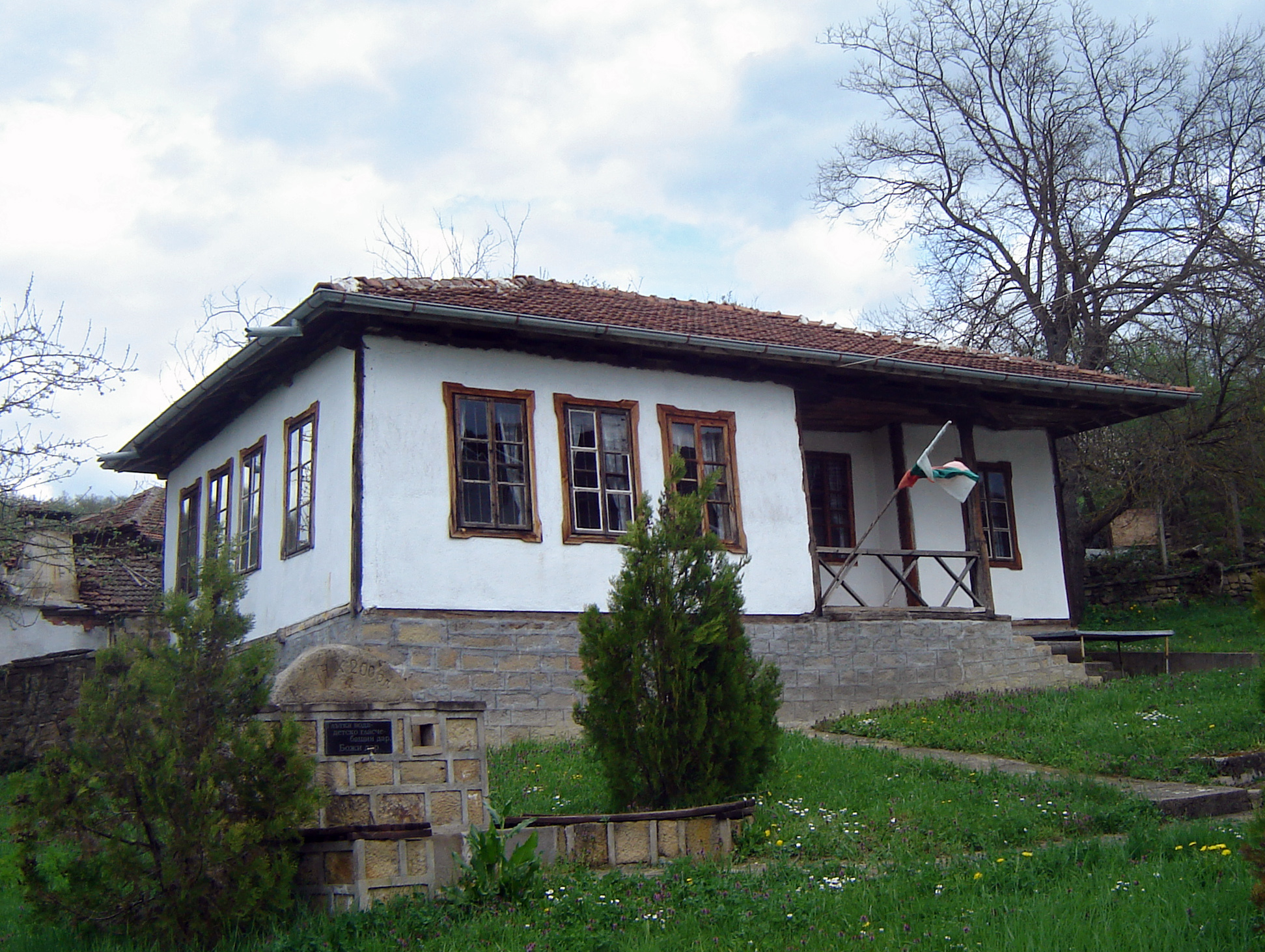
Klosterschule im Dorf Bozhenitsa, Westbulgarien

Die allgemein gebräuchliche deutsche Übersetzung („Klosterschulen“) des bulgarischen Originalbegriffes („Kilijno utschilischte“) ist nicht sehr treffend. Das bulgarische Wort „kilija“ bedeutet nicht nur Klosterzelle, sondern auch jegliche Art von kleiner Kammer, Stube, Klause, Kämmerchen oder Lehrstübchen. Das bulgarische Wort „utschilischte“ bedeutet Schule.
Für den Unterricht in den Klosterschulen wurden im Kloster eine Klosterzelle zugewiesen bzw. ein Raum in den Nebengebäuden der Kirche. Daher kommt der bulgarische Name, der statt mit „Klosterschule“ auch mit „Klosterzellen-Schule“ übersetzt werden könnte.
Im Laufe der Zeit änderte sich jedoch der Charakter dieser Klosterschulen. Es gab auch weltliche Schulen dieser Art, für die der Begriff Zwergschule zutreffender wäre. Um die typische nationale Besonderheit in der geschichtlichen Situation hervorzuheben, könnten diese Schulen auch als „bulgarische Zwergschulen“ bezeichnet werden.
Da in der bulgarischen Fachliteratur jedoch durchgehend von „Kilijno utschilischte“ die Rede ist, wird im Folgenden auch hier durchgehend nur der Begriff „Klosterschule“ verwendet, auch wenn er diesen Schultyp nur unzulängliche charakterisiert. Weiter unten wird dieser Name deshalb in Anführungsstrichen gesetzt sein, besonders, wenn in der Spätphase von weltlichen „Klosterschulen“ die Rede sein wird, die nicht mehr in der Obhut kirchlicher Einrichtungen sind, sondern beispielsweise im Hause des Lehrers.
„Klosterschule“ in Anführungsstrichen ist in diesem Zusammenhang als eine primitive Bildungseinrichtung zu verstehen, die in einem engen Raum untergebracht ist, der für eine Schule ungeeignet ist. Es handelt sich um eine Schule, die mit veralteten Lehrmethoden unterrichtet und deshalb auch treffender als „Primitivschule“ bezeichnet werden könnte.

## Zerstörung des bulgarischen Bildungswesens
Mit dem Eindringen der Osmanen und dem Fall des Zweiten Bulgarenreiches in der zweiten Hälfte des 14. Jahrhunderts ging ein Verfall des geistigen Lebens der Bulgaren einher. Mit der Einnahme von Weliko Tarnowo durch die Osmanen (1393) und des Königreiches von Widin (1396) wurden die beiden größten Zentren des geistigen bulgarischen Lebens zerstört. Ein bedeutender Teil der gebildeten Bulgaren wurde getötet, andere wurden versklavt und zwangsweise nach Kleinasien umgesiedelt, wieder andere emigrierten in die benachbarten slawischen Länder.
Alle bulgarischen Schulen im Land wurden geschlossen. Die Bildung und das Schrifttum verschwanden in den eroberten bulgarischen Gebieten. Der kulturelle Austausch mit den anderen europäischen Ländern kam für lange Zeit zum Erliegen. Als im 15. Jahrhundert das Leben nach dem Grauen der osmanischen Eroberung allmählich zur Normalität zurückkehrte, kam es in einigen bulgarischen Klöstern allmählich zu einer zaghaften Belebung des geistigen Lebens.
Den osmanischen Balkanprovinzen des ehemaligen Bulgarischen Reiches wurde gewaltsam die osmanische Verwaltung auferlegt, was die geistige Entwicklung des bulgarischen Volkes hemmte. Die Oberschicht bestand ausschließlich aus Osmanen. Neben der osmanischen Oberschicht wanderten während der 500 Jahren Herrschaft der Osmanen über die Bulgaren auch sehr viele einfache Türken aus dem Kernland des Osmanischen Reiches in das ehemalige Bulgarische Reich ein. Deren Kinder wurden in Schulen unterrichtet, die den Moscheen angegliedert waren. Diese Schulen waren den nichtmoslemischen Bulgaren verwehrt. Ein Teil der Bulgaren trat jedoch zum Islam über (Pomaken – moslemische Bulgaren). Ob und in welchem Umfang die Islamisierung von Teilen der Bulgaren unter direktem oder indirektem Zwang erfolgte, wie viele und aus welchen Motiven zum Islam übertraten, ist in diesem Zusammenhang unerheblich und von der Geschichtsschreibung umstritten (siehe: Islam in Bulgarien).
Die bulgarische Sprache wurde immer mehr verdrängt, auch wenn es nicht die direkte Politik des Osmanischen Reiches war, die eroberten Völker zu assimilieren.

## Besonderheiten der bulgarischen Klosterschulen
Die bulgarischen Klosterschulen waren in der Anfangszeit Kirchen oder Klöstern und Metochen (das sind kleinere Klosterfilialen) angeschlossen.
Diese Schulen wurden im 15. und 16. Jahrhundert eingerichtet. Weltliches Wissen wurde nicht in ihnen vermittelt. Im Unterricht wurde nur die Schrift des Kirchenslawischen gelehrt sowie die Kalligrafie und Kirchengesänge. Jede Kirche unterhielt eine eigene Klosterschule. Der örtliche Geistliche war der Lehrer. Diese bulgarischen Klosterschulen waren für alle Kinder zugänglich. Im 17. und 18. Jahrhundert entstanden auch private „Klosterschulen“. Der Lehrer, der nicht unbedingt ein Geistlicher war, unterrichteten jedes Kind einzeln. Einheitlich waren die Klosterschulen in ihrer frühen Phase nur dahingehend, dass das Lehrmaterial in den zahlreichen Klosterschulen der bulgarischen Siedlungen des Osmanischen Reiches ausschließlich religiöser Natur war.
Der Unterricht erfolgte entweder auf Griechisch oder auf Kirchenslawisch, mancherorts auch in beiden Sprachen. Es wurde Lesen, Schreiben, etwas Rechnen und Kirchengesänge gelehrt. Nebenbei wurden die Kinder zur Heimatliebe und zur christlichen Nächstenliebe erzogen.
Gelegentlich wurde der Unterricht auch mit dem Erlernen eines bestimmten Handwerks verbunden. Als Lehrbücher wurden kirchliche Bücher verwendet – Stundenbücher, Evangelien, Buch der Psalmen und andere. Natürlich wurden die Kinder bei dem Unterricht in den Klosterschulen auch in die liturgischen Traditionen der griechisch-orthodoxen Kirche eingeweiht.
Hauptzweck der Klosterschulen war die Ausbildung von Nachwuchs für die Geistlichen. Aber auch besonders die Kinder der Handwerker und der Händler, einer Schicht, die besonderen Wert auf Bildung legte, besuchten diese Klosterschulen. Als Lehrer fungierten die gebildeteren Mönche, die sich ansonsten mit der Abschrift von Büchern befassten. Dort wurden Untertanen ausgebildet, die sich auf ihre Aufgaben als Mönche vorbereiteten, aber auch Kinder aus den benachbarten Dörfern, die Dorfgeistliche und Lehrer werden sollten.

## Nationale bulgarische Wiedergeburt und „neubulgarische Bildung“
Im 17. Jahrhundert und der ersten Hälfte des 18. Jahrhunderts entstand ein umfangreiches Netz von Klosterschulen. Sie waren nicht mehr nur Klöstern und Kirchen angeschlossen, sondern wurden auch als städtische Schulen gegründet.
Ein Lehrer hat gewöhnlich nur wenige Kinder zu unterrichten – 10 bis 20 Schüler. Der Lehrer wurde meist von der Stadt bezahlt oder hat einen anderen Beruf, beispielsweise Geistlicher.
Erst im 18. Jahrhundert und im ersten Viertel des 19. Jahrhunderts kam es durch günstige äußere und innere Umstände zu einer Belebung des geistigen Lebens der Bulgaren.
Allmählich wurde das Streben nach Bildung und geistiger Emanzipation immer bewusster und zielgerichteter, bis sich in der zweiten Hälfte des 19. Jahrhunderts eine organisierte nationale Bewegung bildete, die für die Schaffung von modernen, weltlichen Schulen eintrat.
Diese Bewegung für die „neubulgarische Bildung“ war Teil der Bewegung für die nationale Wiedergeburt der Bulgaren.
Ab Mitte der 1820er Jahre bis zum Krimkrieg (1853–1856) nahm diese Bewegung für die „neubulgarische Bildung“ zu. Das bereits bestehende Netz der bulgarischen Schulen wurde stark ausgebaut und verstärkte sich in den folgenden Jahren bis zur Befreiung Bulgariens (1878) noch weiter.
Die stürmische wirtschaftliche Entwicklung verlangte danach, das Bildungsniveau anzuheben. Die Landwirtschaft, das Handwerk, die Manufakturproduktion und die sich intensivierenden Außenhandelskontakte mit den europäischen Ländern verlangten mehr und vielfältigeres Wissen auf dem Gebiet der Geografie, Geschichte, Fremdsprachen, Warenkunde und Naturwissenschaften. Die traditionelle Ausbildung der Klosterschulen konnte das nicht mehr leisten. Sie war nicht ausreichend und im Vergleich mit den Errungenschaften der modernen europäischen Zivilisation veraltet.
Schon im 18. Jahrhundert drangen die Ideen der Aufklärungen in die Balkanprovinzen des Osmanischen Reiches. Günstig auf die Bewegung für die „neubulgarische Bildung“ wirkten sich auch die Reform- und Modernisierungsbestrebungen im Osmanischen Reich selber aus.
Es begann mit den ambitionierten Reformen von Sultan Ahmed III. (1703–1730), die von Sultan Abdülmecid I. mit dem Hatt-ı Scherif von Gülhane (1839) fortgesetzt werden und den Beginn des Tansimats markieren.
Mit dem Hatt-ı Scherif von Gülhane wurde allen Untertanen des Osmanischen Reiches, unabhängig von ihrem Glauben, gleiche Rechte garantiert. Mit einem weiteren Erlass von Abdülmecid I., dem Hatt-ı Hümayun-Erlass, wird 1856 faktisch die Bewegung für die „neubulgarische Bildung“ gesetzlich zugelassen und legalisiert.
Im 18. Jahrhundert nahm die Zahl der Klosterschulen spürbar zu. Im Jahr 1762, in dem Païssi von Hilandar seine Slawobulgarische Geschichte fertigstellte, gab es 112 Klosterschulen. 1835 gab es 235 Klosterschulen. auch die Qualität der Ausbildung veränderte sich in der zweiten Hälfte des 18. Jahrhunderts und Anfang des 19. Jahrhunderts. Immer mehr Schulen wurden von weltlichen Personen bzw. von den bulgarischen Gemeinden eröffnet. Das weltliche Element drang auch immer mehr in den Unterricht ein. Es wird nun auch etwas weltliche und kirchliche Geschichte unterrichtet und Arithmetik.
Allmählich bildete sich auch eine Lehrerschicht heraus, aus der sich noch in der Frühphase der bulgarischen Wiedergeburt der Kern der bulgarischen Intelligenz der Wiedergeburt bildet.
Besonders populär waren im 18. Jahrhundert und Anfang des 19. Jahrhunderts die Klosterschulen in den Klöstern Rila, Etropole, Chilendar, Sograf und Trojan, sowie die Schulen in Kotel, Tetewen, Sopot und Samokow. In vielen Regionen waren die Klosterschulen bis zur Befreiung (1878) die einzigen Schulen.

## Griechische Schulen
In der zweiten Hälfte des 17. Jahrhunderts gab es in einigen bulgarischen Städten auch griechische Schulen, in denen griechisch und bulgarisch gelehrt wurde. In ihnen wurden die Vorteile der griechischen Sprache und Bildung betont und einer Verachtung der bulgarischen Muttersprache indoktriniert. Obwohl diese griechischen Schulen Träger eines Assimilationsprozesses waren, spielten sie auch eine positive Rolle, da sie das allgemeine Bildungsniveau des bulgarischen Volkes anhoben. Sie verbreiteten weltliches Wissen und neue Ideen. Das Erlernen der griechischen Sprache erleichterte den Bulgaren den Handel und das Handwerk.
Viel junge Bulgaren durchliefen die bekannten griechischen Schulen in Kotel, Istanbul, Ohrid, Kastoria oder Ioannina. Auch in einigen bulgarischen Städten wurden weltliche griechische Schulen eröffnet – Plowdiw, Samokow, Melnik, Weliko Tarnowo, Sliwen.
Die Bulgaren strebten nach der Gründung von griechisch-bulgarischen Schulen, in denen zwar auf Griechisch unterrichtet wurde, aber auch die bulgarische Sprache unterrichtet wurde. Diese Schulen waren vollkommen weltlich. Die erste Schule dieser Art wurde 1810 in Sliwen gegründet, nach anderen Autoren 1812 in Kotel bzw. 1815 in Swischtow. Die Schule in Sliwen existierte nur kurz und die Schule in Kotel war ursprünglich als rein griechische Schule gedacht und erst später wurde der Unterricht um die bulgarische Sprache ergänzt.
Die griechisch-bulgarischen Schulen stellen eine Übergangsperiode von den Klosterschulen zur neubulgarischen weltlichen Schule dar. Dank dieser Schulen stößt eine neue, wesentlich besser gebildete Generation von Bulgaren, die ihre Ausbildung in den 20er und 30er Jahren des 19. Jahrhunderts erhalten hat, zu den Aktivisten der nationalen Wiedergeburt.

## Die bulgarischen Schulen kurz vor der Befreiung von den Osmanen
Nach einer längeren Ketten von Ereignissen war der Russisch-Türkische Krieg von 1877 bis 1878 das letzte und entscheidende Ereignis zur Beendigung der osmanischen Herrschaft. In den Jahrzehnten davor, die als dritte Phase der Nationalen Wiedergeburt Bulgariens bezeichnet werden, war ein Anwachsen des Bulgarischen Nationalbewusstseins zu verzeichnen, das zusätzlich von einigen Aktivisten (Revolutionären der nationalen Wiedergeburt) angeheizt wurde, von denen Wasil Lewski der bekannteste ist. Das führte zum Aprilaufstand, der von den Osmanen blutig niedergeschlagen wurde.
Parallel dazu nahm die wirtschaftliche, politische und militärische Macht des Osmanischen Reiches ab. Die griechisch-orthodoxe Kirche erhielt vom Sultan in Istanbul offiziell die Aufgabe, die bulgarischen Territorien geistlich zu betreuen. Im Rahmen des neu erwachten bulgarischen Nationalbewusstseins führten die Bulgaren auch den Kampf für eine eigene bulgarisch-orthodoxe Kirche.

## Die bulgarischen Schulen nach der Befreiung
Nach der Befreiung Bulgariens von den Osmanen (1878) veränderte sich auch das Bildungswesen. Der Gesetzgeber verlieh den Schulen einen weltlichen Charakter. Mit einer der ersten Erlasse des Dritten Bulgarenreiches (1878), der auch vom Generalgouverneur des neugeschaffenen Fürstentums Bulgarien, dem russischen Grafen Dondukow-Korsakow bestätigt wurde, beschäftigt sich mit den Schulen. In dem Erlass wird das Ziel des Grundschulunterrichtes formuliert: Lesen und Schreiben lernen, grundlegende religiöse und moralische Begriffe erlernen und nützliches Wissen für das Leben erwerben.
Mit dem Ziel, ihren Kindern eine bessere Ausbildung zu sichern, beteiligten sich die wohlhabenden bulgarischen Händler und Handwerker am Bau und der Unterhaltung neuer Schulen. Unterstützung fanden sie auch bei Emigranten aus der Walachei und Südrussland.

## Unterricht und Lehrbücher
Anfangs wurden als Lehrbücher vor allem kirchliche Bücher verwendet. Die Ausbildung in den Klosterschulen erfolgte in mehreren Stufen. Nach dem Erlernen der Schrift lernten die Schüler große Teile aus dem Stundenbuch und aus dem Buch der Psalmen sowie die Gebete „Himmlischer Herr“ (bulg. Царю небесен), „Vaterunser“ (bulg. Отче наш) und „Kommt uns zu verbeugen“ (bulg. Елате да се поклоним). Besonderer Wert wurde im Unterricht auf das erste Gebet gelegt, da es als wichtig im Kampf gegen die Ketzer eingestuft wurde. Höhere Stufen der Ausbildung in den Klosterschulen umfassten Lesen, Erklärung und Interpretation der biblischen Texte, das Auswendiglernen der anderen Gebete und der Erwerb der Kenntnisse und Fähigkeiten zum Abschreiben religiöser Texte und Gesangbücher.
Der Anfangsunterricht zielte auf die Alphabetisierung der Kinder. Zuerst wurde Lesen gelernt, meist wurde auswendig gelernt. Eine höhere Ausbildungsstufe war das Schreiben, das auf glatten viereckigen Brettchen erfolgt. Das Rechnen wurde auf die Addition und Subtraktion beschränkt. Nur die gebildeteren Lehrer unterrichten auch die Multiplikation und Division.
In späteren Perioden wurde im Unterricht auch die Stematographie von Christofor Schefarowitsch (1741 in Wien herausgegeben) verwendet sowie die Slawobulgarische Geschichte von Païssi von Hilandar und Grammatiken russischen, serbischen und griechischen Ursprungs.
Der Händler Marko Teodorowitsch ließ 1792 in Wien Fibeln zur Unterrichtung des Kirchenslawisch in den bulgarischen Klosterschulen drucken.
Eine wichtige Rolle spielt auch die Fibel von Petar Beron (bulg. Буквар с различни поучения), herausgegeben 1824 in Brașov. Sie ist in Bulgarien unter dem Namen Fisch-Fibel (bulg. Рибен буквар) bekannt, weil ein Wal und ein Delfin auf dem Buchdeckel gezeichnet sind. Das Buch ist wie eine Kinderenzyklopädie verfasst und wurde aus mehreren griechischen Lehrbüchern zusammengestellt.

## Gegenseitigkeitsschulen
Ab der ersten Hälfte des 18. Jahrhunderts trat ein neuer Schultyp mit einer neuen Unterrichtsform auf. Diese Schulen wurden in Bulgarien nicht mehr als Klosterschulen bezeichnet. Diese „Gegenseitigkeitsschulen“ (eine wörtliche Übersetzung der bulgarischen Bezeichnung; bulg. взаимни училища;Transkription: Wsaimni utschilischta) basierten darauf, dass sich die Kinder verschiedener Altersstufen gegenseitig den Lernstoff beibrachten. Das ist das Unterrichtssystem der Lancasterschule.
Von diesen „Gegenseitigkeitsschulen“ gab es im 19. Jahrhundert auch Mädchenschulen. Bis zum Aufkommen dieser Mädchenschulen waren die Mädchen bei den Bulgaren prinzipiell von der Bildung ausgeschlossen. Bei den Osmanen waren die Mädchen ebenfalls von den Schulen ausgeschlossen.

## Positive und negative Aspekte der Klosterschulen
Das griechisch geprägte Ökumenische Patriarchat von Konstantinopel, oft kurz als griechisch-orthodoxe Kirche bezeichnet, hatte die kirchliche Oberhoheit über die bulgarischen Territorien. Die herrschenden Kirchenoberen der griechisch-orthodoxen Kirche haben gewissermaßen mit den Osmanen zusammengearbeitet und haben ihren Einfluss geltend gemacht, um für Ruhe und Ordnung zu sorgen. Andererseits hatte die Kirche innerhalb gewisser Grenzen auch eine autonome Stellung und konnte zur Wahrung des bulgarischen Nationalbewusstseins beitragen und zur Stärkung der geistigen Widerstandskraft. Den zahlreichen Klöstern im Lande kam dabei eine entscheidende Rolle zu. Die Kinder lernten in den Klosterschulen Lesen und Schreiben. Es war zwar nur ein Grundschulunterricht, aber er schuf eine Grundlage, auf der intelligente Kinder ihre weitere Bildung aufbauen konnten.
Die Klosterschulen existierten fast 400 Jahre lang in den bulgarischen Gebieten des Osmanischen Reiches.
Diese Klosterschulen hatten keine schriftlich festgelegten Regeln oder Vorschriften.
Die Schulen unterschieden sich dadurch voneinander, dass ihre Leistungsfähigkeit von den persönlichen Qualitäten des jeweiligen Lehrers abhing. In bulgarischen Ortschroniken jener Zeit werden auch immer wieder einzelne Lehrer besonders hervorgehoben. Da die Lehrer keine pädagogische Ausbildung hatten, konnte man mit Recht von „geborenen Lehrern“ sprechen.
In den Klosterschulen wurde die slawische Tradition aufrechterhalten. Den Schülern wurden die Überzeugungen und der Glaube an die bulgarische Sprache vermittelt. Es wurden Geistliche und Schriftgelehrte ausgebildet.
Vom 15. bis 18. Jahrhundert spielten die Klosterschulen eine große Rolle für die Erhaltung des nationalen Selbstbewusstseins der in das Osmanische Reich einverleibten Bulgaren.
Schüler von Klosterschulen waren so berühmte Bulgaren wie Païssi von Hilandar oder Sophronius von Wraza.
Wegen ihrer festen Bindung an die konservativen religiösen Praktiken der orthodoxen Kirche gelang es den Klosterschulen nicht, sich selbständig zu weltlichen Schulen weiterzuentwickeln.
Trotz der Änderungen im Unterricht der Klosterschulen im 18. Jahrhundert blieb es nur bei einer elementaren Bildung, die die Klosterschulen vermittelten. Sie blieben damit deutlich hinter den modernen, weltlichen Schulen zurück. Deshalb wendeten sich Ende des 18. Jahrhunderts, Anfang des 19. Jahrhunderts immer mehr Bulgaren den weltlichen, griechischen Schulen zu oder setzten ihre Klosterschulenausbildung im Ausland fort.
Trotz des primitiven Unterrichts trugen die Klosterschulen zur Alphabetisierung und Bildung der bulgarischen Bevölkerung bei und halfen, die bulgarische Nationalität zu erhalten.